# Joseph von Spaun

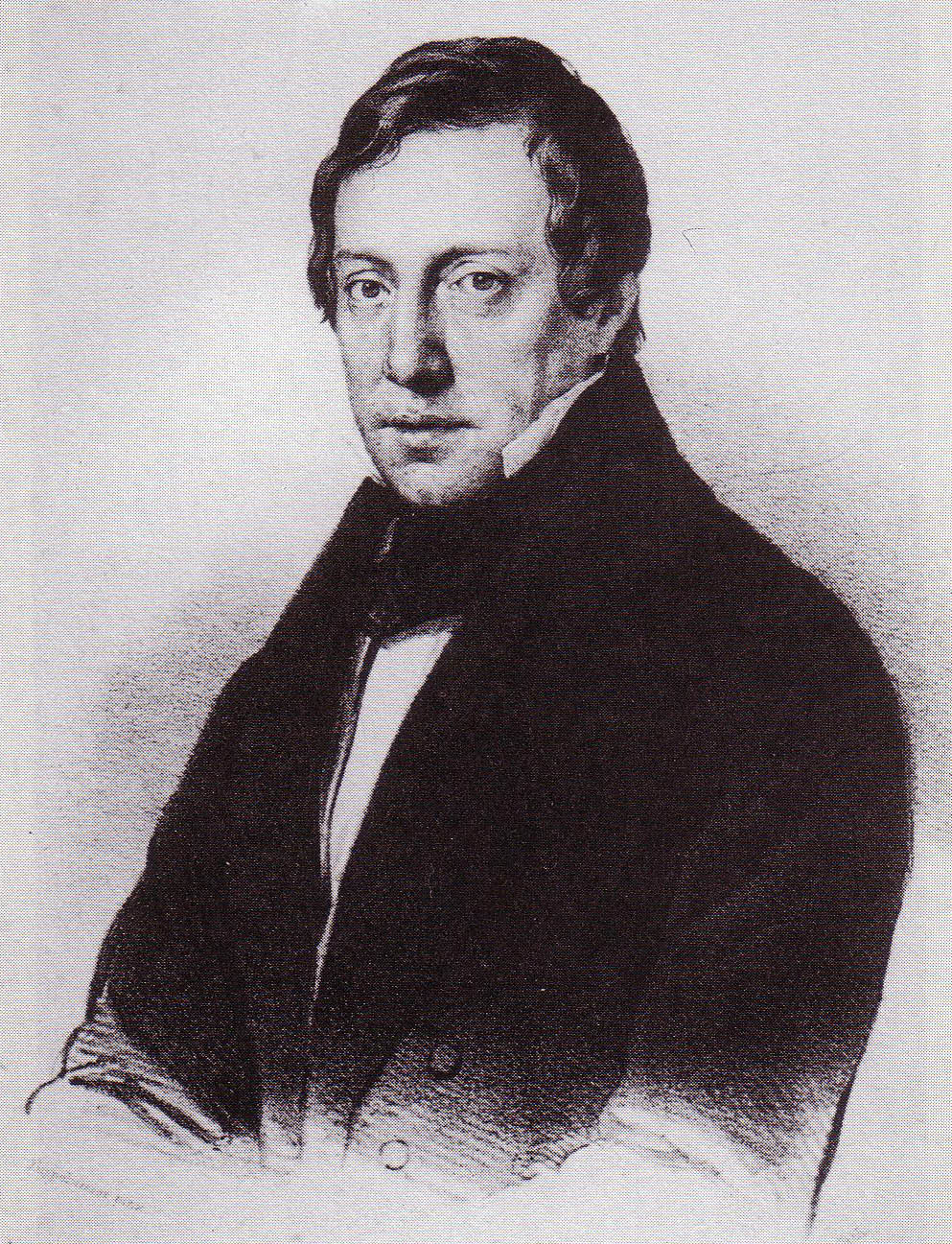
Joseph Freiherr von Spaun

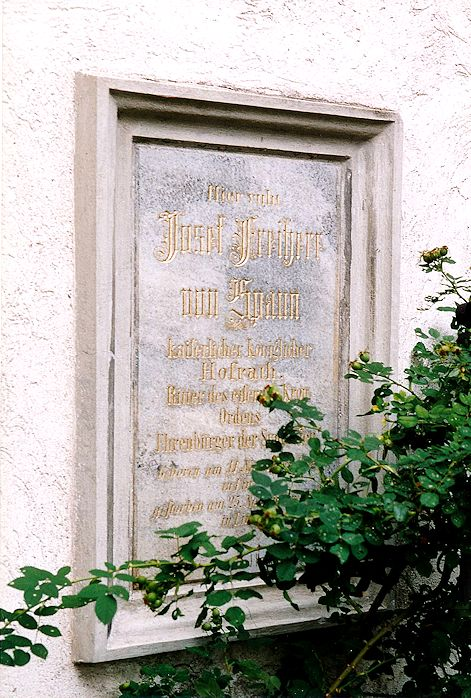
Joseph von Spauns Grab in Traunkirchen

Joseph von Spaun, ab 1859 Freiherr von Spaun (* 11. November 1788 in Linz, Oberösterreich; † 25. November 1865 ebenda), war ein k.k. Hofrat und Ehrenbürger von Wien und Teschen.

## Familie
Joseph Ritter von Spaun entstammte der ursprünglich schwäbischen Familie Spaun, deren Stammreihe mit dem Bauern und Garnsieder Bartholomäus Spaun, urkundlich erwähnt 1583–1599, in Deisenhausen (Landkreis Günzburg) beginnt und die später in Linz (Oberösterreich) zu Wohlstand kam. Er war der Sohn des Franz Xaver Ritter von Spaun (1756–1804), kaiserlicher Rat und ständischer Syndikus in Oberösterreich, und der verwitweten Josepha Steyrer von Riedenburg (1757–1835). Zu seinen Geschwistern gehörten der Historiker und Volkskundler Anton Ritter von Spaun (1790–1849), Franz von Spaun (1792–1829), Marie, verheiratete Ottenwalt (1795–1847) und Maximilian Gandolf (1797–1844).
Joseph Ritter von Spaun heiratete am 14. April 1828 in Wien Franziska Roner Edle von Ehrenwert (* 17. Juli 1795 in Calliano; † 31. Januar 1890 in Görz), die Tochter des Gutsbesitzers und k.k. Hauptmanns Joseph Roner Edler von Ehrenwert. Sohn aus dieser Ehe ist der spätere k.u.k. Admiral Hermann Freiherr von Spaun (1833–1919).
Am 25. August 1859 (Diplom ausgestellt in Wien  am 2. November 1859) wurde Joseph Ritter von  Spaun in den österreichischen Freiherrnstand erhoben.

## Leben
Spaun studierte von 1806 bis 1809 Jus an der Universität Wien und trat dann in den Staatsdienst ein. Er lernte 1808 im Konvikt den um acht Jahre jüngeren Franz Schubert kennen und dies führte zu einer lebenslangen Freundschaft. Im Jahr 1813 wurde er zur Leitung der Lotteriegefälls-Direktion berufen. Spaun unterstützte Schubert immer wieder finanziell. Er ermöglichte ihm auch Opern- und Theaterbesuche. Außerdem führte er den jungen Schubert in Teile der Wiener Gesellschaft ein. Auch bei der letzten großen Schubertiade zu Lebzeiten des Komponisten am 28. Januar 1828 fungierte Spaun als Gastgeber.
Am 18. Mai 1841 wurde er zum Ehrenbürger von Wien ernannt. Joseph von Spaun erwarb in Traunkirchen, Oberösterreich, ein Anwesen, auf dem er sich jährlich aufhielt. Vielen Traunkirchnern ist er als engagierter Schwimmlehrer ein Begriff.